# Grandfather Mountain
Grandfather Mountain (på dansk Bedstefarbjerg) er et bjerg og statspark tæt på Linville i North Carolina i det sydøstlige USA. Bjerget er 1.818 meter højt, og dermed det højeste punkt i den østlige del af bjergkæden Blue Ridge Mountains, som er en del af Appalacherne. Vejen Blue Ridge Parkway passerer den sydlige del af bjerget, der ligger hvor Avery County, Caldwell County (højeste punkt) og Watauga County (højeste punkt) mødes.

## Privat ejerskab
Indtil 2008 var Grandfather Mountain i privateje, og fungerede som naturreservat og turistattraktion. Det var, og er stadig, bedst kendt for sin hængebro mellem to af bjergets toppe, i cirka 1,5 kilometers højde. Broen blev opført i 1952 af Hugh Morton, og William B. Umstead talte ved indvielsen. Morton arvede bjerget fra sin bedstefar og udviklede turistattraktionerne. Hugh Morton døde den 1. juni 2006 i en alder af 85 år. Han testamenterede alle sine fotografier, herunder mange af Grandfather Mountain, Mildred the Bear og mange andre aspekter ved livet på bjerget, til University of North Carolina.
Den 29. september 2008 offentliggjorde North Carolinas governør Mike Easley, at delstaten havde købt bjergtoppen og 10.522 km² af de omgivende dele af Grandfather Mountain af Morton-familien for 12 millioner US-dollar. Arealet blev i 2009 til North Carolinas 34. statspark. Morton-familien står for driften af naturparken som en turistattraktion, under administration af den til formålet oprettede almennyttige fond Grandfather Mountain Stewardship Foundation.
En asfalteret vej fører op til en af bjergets toppe, hvor der er et museum, hængebroen og en udsigt hvor man kan se op til 160 km væk – på en dag med klart vej, kan man se Charlottes skyline.
Grandfather Mountain rejser sig mere end 1.200 meter over floddalen Catawba River Valley, og som følge af den betragtelige stigningsprocent, har bjerget seksten forskellige biotoper.
To floder har deres udspring på Grandfather Mountain, Linville River, der løber mod øst, og Watauga River, der løber mod vest. Mange andre vandløb har også deres udspring på bjerget.
På toppen af bjerget, i lighed med mange andre bjergtoppe over 1,5 km i North Carolina, er der skov af typen sydappalachisk Picea rubens-Abies fraseri (rødgran og frasergran). Selv om meget af skoven gik til i det 20. århundrede, efter at være blevet angrebet af ædelgranstammelus (Adelges piceae), som ikke naturligt forekommer i området, findes der dog stadig et levn af dette biom på bjerget.
Scenen i filmen Forrest Gump, hvor hovedpersonen løber på en kurvet bjergvej, blev optaget på Grandfather Mountain.